# توليد الأعداد العشوائية

النرد هو مثال عن الأدوات الفيزيائية الميكانيكية التي تمكن من الحصول على عدد عشوائي. عندما يرمى نرد مكعب الشكل، يُحصل على عدد عشوائي منحصر بين الواحد والستة.

مولد الأعداد العشوائية، هو جهاز حسابي أو فيزيائي يولد متتالية من الأعداد تفتقر إلى أي نظام أو ترتيب. وبتعبير آخر هي أعداد عشوائية.

## الاستعمالات والتطبيقات
1. لمولدي الأعداد العشوائية تطبيقات عدة منها القمار والاعتيان الإحصائي والمحاكاة بالحاسوب والتعمية وغيرها.

## طرق توليد الأعداد العشوائية

### الحسابية
واحد من بين مولدات الأعداد شبه العشوائية الأكثر انتشارا هو المولد الترددي الخطي والذي يستعمل علاقة الاستدعاء الذاتي التالية:
{\displaystyle X_{n+1}=(aX_{n}+b)\,{\textrm {mod}}\,m}
حيث a و b و m أعداد صحيحة كبيرة، وحيث {\displaystyle X_{n+1}} هو العدد العشوائي التالي في لائحة الأعداد العشوائية المولدة. هذه الطريقة تولد لائحة من الأعداد العشوائية لا يتجاوز عدد عناصرها العدد m - 1.
انظر إلى طريقة مونت كارلو.
- لائحة مولدي الأعداد العشوائية
- مولد لكلمات مرور عشوائية